# Prosoplus aluensis
Prosoplus aluensis är en skalbaggsart som beskrevs av Stefan von Breuning 1961. Prosoplus aluensis ingår i släktet Prosoplus och familjen långhorningar. Inga underarter finns listade i Catalogue of Life.